# Jaguar Wright
Jaguar Wright (Filadelfia, 17 maggio 1977) è una cantante Soul e R & B statunitense.
Si è esibita con artisti della scena rap quali The Roots, Jay-Z e Blackalicious.

## Biografia
È stata portata al successo grazie al gruppo hip-hop The Roots, nel 2001, con il quale ha collaborato per la realizzazione del singolo What You Want. Più tardi è apparsa come supporto per il rapper Jay-Z e per la pubblicità della Coca-Cola.
Ha pubblicato due album da solista: Denials, Delusions & Decisions nel 2002, per la MCA Records e Divorcing Neo 2 Marry Sou nel 2005, per la Rykodisc/Artemis Records.

## Discografia

### Album in studio
- 2002 - Denials Delusions and Decisions (MCA Records #MCAF-25571-2 - #088 112 683-1)
- 2005 - Divorcing Neo 2 Marry Soul (Rykodisc #RCD 17312, Artemis Records #ATM-CD-51611, Song Records)

### Singoli
- 2001 - Ain't Nobody Playin (feat. Black Thought)
- 2001 - I Can't Wait (feat. Bilal)
- 2002 - The What If's
- 2005 - Free
- 2011 - Beautiful
- 2011 - Switch (Make Change)
- 2012 - YDKM
- 2014 - My Choice (It's You)

Come artista ospite
- 1999 - What You Want (The Roots feat. Jaguar Wright)
- 2002 - Do You Know (Mike Watts feat. Jaguar Wright)
- 2016 - Ghetto Love Story (Deucez Wyled feat. Jaguar Wright)
- 2016 - All in My Head (The Boom Room Church Music feat. Jaguar Wright)